# Аморте
«Амор[т]е» також «Аморте» — роман української письменниці Олександри Іванюк виданий 2017 року у видавництві «Видавництво 21». Написаний на основі реальної історії кохання українського активіста Юрія Матущака та італійської волонтерки Франчески Леонарді.

## Опис
Молода італійка Франческа після невдалих спроб розпочати своє щасливе життя в Італії та Великій Британії поїхала вчити російську мову до українського міста Донецьк. Спочатку місто здається їй таким непривітним, що вона вже воліє залишити його. Проте все змінила зустріч з Юрієм, у якого вона закохується. Він знайомить її з українським Донецьком, про який італійці було невідомо. Вона залишається з ним під час драматичних подій Революції Гідності та подальшої військової агресії з боку Росії.

## Критика
Критики позитивно сприйняли роман. Так, літературна оглядачка Ксеня Різник у своїй рецензії вказала, що «читач матиме змогу побачити ті події зсередини, майже вповні їх відчути, адже основна емоційна складова роману викликає цілковиту довіру». Український письменник і журналіст Віталій Жежера відзначив, що «роман написано так просто, вільно й легко, що читання котиться, мов електричний самокат». Український поет Андрій Любка зазначив таке: «Коли я вислухав цю історію ще до початку писання книги, то був вражений — настільки неймовірною вона здавалася». Сама авторка зауважила, що вона «дуже не хотіла, щоби роман вийшов пафосним».

### Видавництво
- «Аморте» [Архівовано 5 січня 2019 у Wayback Machine.] на сайті «Видавництва 21»

### Критика, інтерв'ю
- Різник К.  (14 лютого 2017). Аморте. Роман про любов без плюшу та блискіток (уривок). Що почитати. yakaboo.ua. Архів оригіналу за 19 грудня 2017. Процитовано 5 січня 2019.
- Приседська В. (23 листопада 2017). Олександра Іванюк: «Я гуляла Донецьком по Google Maps». BBC News Україна. Архів оригіналу за 5 січня 2019. Процитовано 5 січня 2019.
- Жежера В. (7 листопада 2017). Україна як об'єкт ревнощів. BBC News Україна. Архів оригіналу за 5 січня 2019. Процитовано 5 січня 2019.